# Tritão (satélite)
Tritão é o maior satélite natural de Neptuno. Descoberto pelo astrônomo inglês William Lassell em 1846, deve seu nome ao deus Tritão da mitologia grega. É a única grande lua do Sistema Solar com uma órbita retrógrada, ou seja, com sentido oposto à rotação do planeta.  Com 2 700 quilômetros de diâmetro, é o sétimo maior satélite do Sistema Solar. Em virtude de sua órbita retrógrada e composição similar à de Plutão, acredita-se que tenha sido um planeta anão capturado à Cintura de Kuiper. Tritão tem a maior parte de sua superfície de nitrogênio congelado, uma crosta em sua maior parte composta de gelo de água, um manto congelado e um núcleo substancial de rocha e metal. O núcleo perfaz dois terços da massa total. Tritão possui uma densidade média de 2,061 gramas por centímetro cúbico e se compõe de aproximadamente 15-35% de gelo de água.
Tritão é um dos poucos satélites do Sistema Solar conhecidos por serem geologicamente ativos. Como consequência, sua superfície é relativamente jovem, com crateras de impacto esparsas, e uma complexa história geológica revelada por criovulcões e terrenos tectônicos. Parte de sua superfície possui géiseres que liberam nitrogênio gasoso sublimado, contribuindo para uma tênue atmosfera de nitrogênio com menos de 1/70 000 da pressão atmosférica terrestre no nível do mar.

## Descoberta e nome

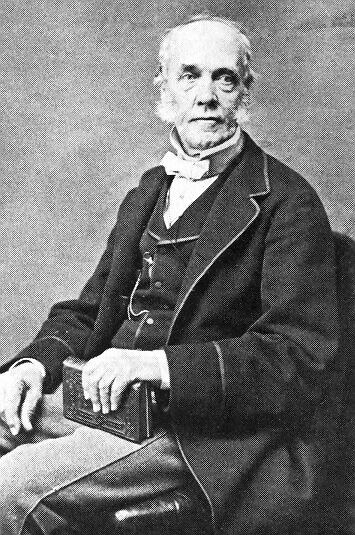
William Lassell, o descobridor de Tritão

Tritão foi descoberto pelo astrônomo inglês William Lassell em 10 de outubro de 1846, apenas 17 dias após a descoberta do próprio planeta à volta do qual gira.
Um cervejeiro por profissão, Lassell começou a construir espelhos para seu telescópio amador em 1820. Quando John Herschel recebeu a notícia da descoberta de Neptuno, escreveu a Lassell sugerindo que ele procurasse por possíveis satélites. Lassell fez isso e descobriu Tritão oito dias depois. Lassell também anunciou ter descoberto anéis. Embora mais tarde tenha sido confirmada a existência de anéis em Neptuno, eles são tão tênues e escuros que é duvidoso que ele os tenha realmente visto. Tritão (do grego Τρίτων) provém do nome do deus do mar, filho de Posidão na mitologia grega (comparável ao romano Neptuno). Este nome foi proposto por Camille Flammarion em seu livro de 1880 Astronomie Populaire e foi oficialmente adotado muitas décadas mais tarde. Na literatura científica era apenas referenciado como "o satélite de Neptuno".

## Órbita e rotação
Tritão é único entre todos os grandes satélites do Sistema Solar pela sua órbita retrógrada em torno do seu planeta. A maioria dos satélites irregulares exteriores de Júpiter e Saturno também têm órbitas retrógradas, como também algumas luas exteriores de Urano. Entretanto, essas luas são todas muito mais distantes dos seus planetas e são comparativamente pequenas; a maior delas, Febe, tem apenas 8% do diâmetro (e 0,003% da massa) de Tritão.

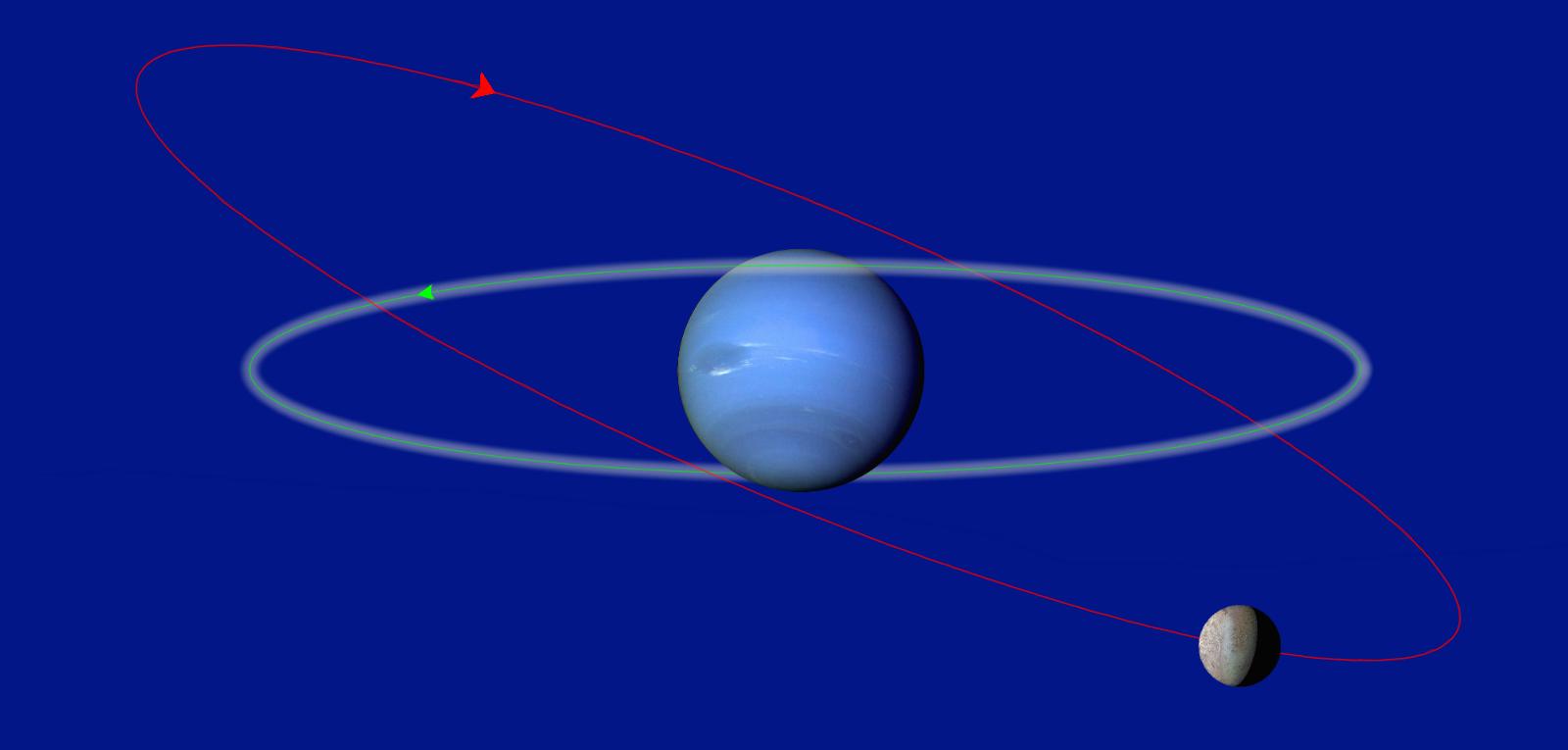
A órbita de Tritão (vermelho) tem a direção oposta e é inclinada em -23° comparada aos satélites típicos de Neptuno (em verde) no plano do equador de Neptuno

A órbita de Tritão está associada a duas inclinações: a da rotação de Neptuno com sua própria órbita, de 30°, e a da órbita de Tritão com a rotação de Neptuno, de 157° (uma inclinação de mais de 90° indica movimento retrógrado). A órbita de Tritão tem uma precessão adiante em relação à rotação de Neptuno com um período de cerca de 678 anos terrestres (4,1 anos de Neptuno), fazendo com que sua inclinação em relação à órbita de Neptuno varie entre 127° e 180° e tenha estado, no passado, em 173°. Esta inclinação é, atualmente, de 130°. A órbita de Tritão está atualmente próxima de sua diferença máxima da coplanaridade com a de Neptuno.
A rotação de Tritão está acoplada por maré para ser síncrona com sua órbita ao redor de Neptuno: ele mantém uma face voltada para o planeta todo o tempo. O seu equador está quase exatamente alinhado com o seu plano orbital. Atualmente, o eixo rotacional de Tritão está a aproximadamente 40° do plano orbital de Neptuno, e por isso em algum ponto durante o ano de Neptuno cada polo aponta para bem próximo do Sol, quase como os polos de Urano. À medida que Neptuno orbita o Sol, as regiões polares de Tritão se revezam apontando para o Sol, resultando em mudanças sazonais quando um polo, depois o outro, se move para a luz do Sol. Essas mudanças foram observadas recentemente.
A revolução de Tritão em torno de Neptuno se tornou um círculo quase perfeito, com excentricidade de quase zero. Acredita-se que somente o amortecimento por viscoelasticidade não fosse capaz de tornar essa órbita circular no tempo decorrido desde a origem do sistema, portanto o arrasto do gás de um disco de detritos em sentido inverso provavelmente teve um papel substancial. A desaceleração de maré também faz com que a órbita de Tritão, que já está mais próxima de Neptuno do que a Lua está da Terra, decaia mais, gradualmente; prevê-se que, daqui a 3,6 bilhões de anos, Tritão vai ultrapassar o Limite de Roche de Neptuno. Isto vai resultar em uma colisão com a atmosfera de Neptuno ou na desintegração de Tritão, formando um sistema de anéis similar ao encontrado ao redor de Saturno.

## Captura

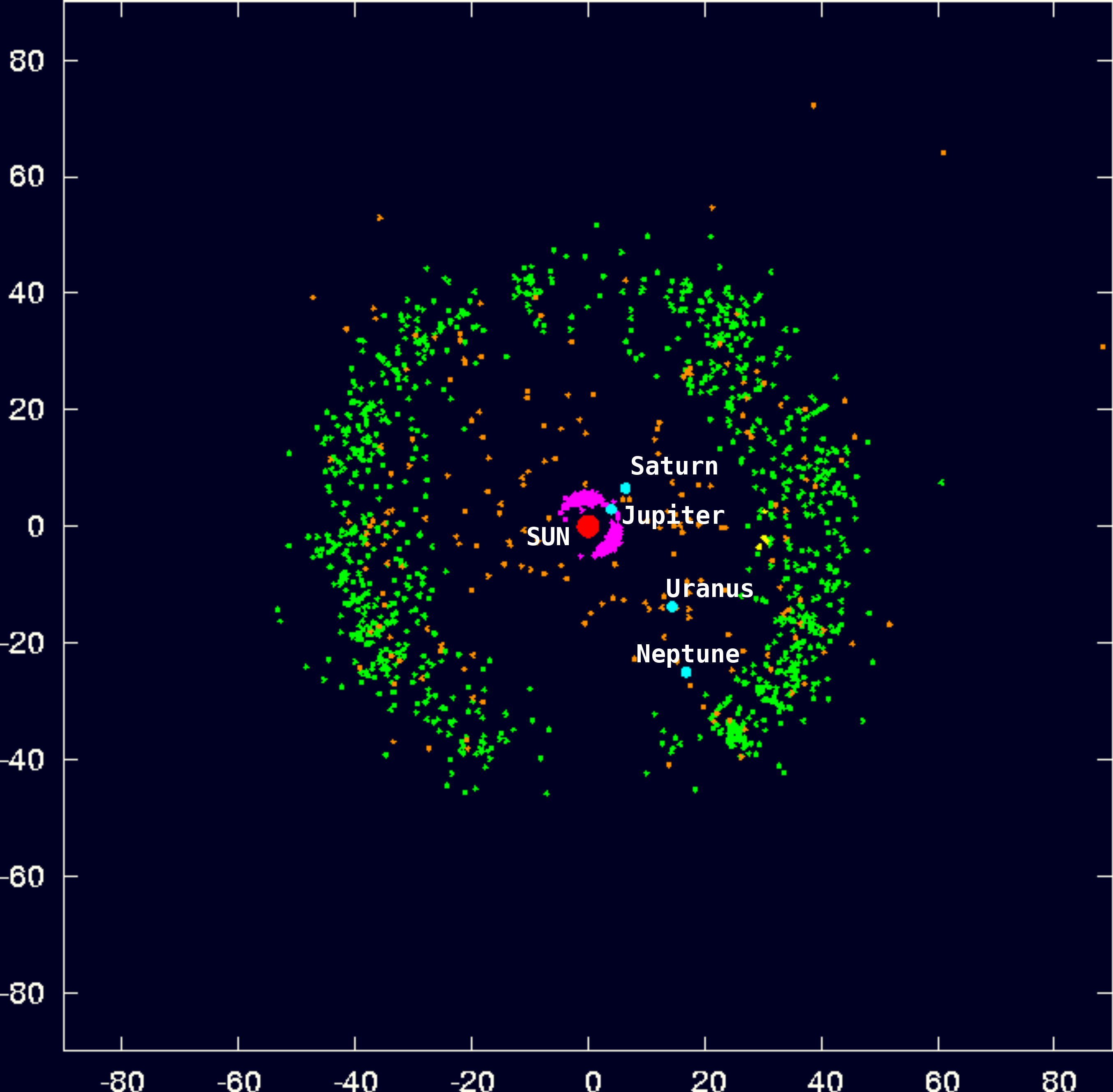
A Cintura de Kuiper (em verde), nos limites do Sistema Solar, é o local onde se acredita que Tritão se tenha originado

Satélites em órbitas retrógradas não podem ter sido formados na mesma região da nebulosa solar do planeta que eles orbitam, portanto Tritão deve ter sido capturado de algum outro lugar. Ele pode, portanto, ter se formado na Cintura de Kuiper, um anel de pequenos objetos gelados que se estende desde o interior da órbita de Neptuno até cerca de 50 UA do Sol. Acredita-se que ele seja a origem da maioria dos cometas de período curto observados da Terra, mas abriga também diversos corpos grandes semelhantes a planetas, inclusive Plutão, que atualmente é reconhecido como o maior dos objetos da Cintura de Kuiper (os plutinos) que estão em ressonância orbital com Neptuno. Tritão é ligeiramente maior que Plutão e com composição quase idêntica, o que leva à hipótese de que os dois têm origem comum.
A proposta de que Tritão foi capturado pode explicar diversas características do sistema neptuniano, inclusive a órbita extremamente excêntrica da lua Nereida e a pobreza de luas, quando comparado com os outros planetas gigantes. A órbita inicialmente excêntrica de Tritão teria invadido as órbitas de luas irregulares e perturbado as de luas regulares menores, dispersando-as por meio de interações gravitacionais.
A órbita excêntrica de Tritão após sua captura também teria resultado em aquecimento de maré do seu interior, o que pode ter mantido o satélite fluido por um bilhão de anos; esta inferência é suportada pela evidência de diferenciação no interior de Tritão. Esta fonte de calor interno desapareceu acompanhando o acoplamento de maré e a circularização da órbita.
Dois tipos de mecanismo foram propostos para a captura de Tritão. Para ser capturado gravitacionalmente por um planeta, um corpo que passa deve perder energia suficiente para ser desacelerado para uma velocidade menor do que a requerida para escapar. Uma teoria inicial de como Tritão pode ter sido desacelerado foi a de colisão com outro objeto, fosse um que estivesse passando por Neptuno (o que é improvável) ou uma lua ou proto-lua em órbita de Neptuno (o que é mais provável). Uma hipótese mais recente sugere que, antes de sua captura, Tritão era parte de um sistema binário. Quando este sistema encontrou Neptuno, ele interagiu de tal maneira que o binário se dissociou, com uma porção sendo expelida e a outra, Tritão, ficando ligada a Neptuno. Este evento é mais provável para companheiros mais massivos. Mecanismos similares foram propostos para a captura dos satélites de Marte. Esta hipótese é suportada por várias linhas de evidência, inclusive por binários serem muito comuns entre objetos grandes da Cintura de Kuiper. O evento foi rápido, mas suave, salvando Tritão de ser desintegrado na colisão. Eventos como este podem ter sido comuns durante a formação de Neptuno ou mais tarde, quando ele migrou para o exterior.

## Características físicas
Tritão é o sétimo maior satélite, o décimo-sexto maior objeto do Sistema Solar e é pouco maior do que Plutão e Éris, que são planetas anões. Ele contém mais de 99,5% de toda a massa conhecida que orbita Neptuno, incluindo os anéis do planeta e treze outras luas conhecidas, e também é mais massivo do que a soma de todas as luas menores que ele no Sistema Solar. Ele possui raio, densidade (2,061 g/cm³), temperatura e composição química similares aos de Plutão.
A superfície de Tritão é coberta com uma camada transparente de nitrogênio congelado recozido. Somente 40% da sua superfície foram observados e estudados, mas é possível que todo o satélite seja coberto com tal folha fina de gelo de nitrogênio. Assim como Plutão, as camadas superficiais de Tritão consistem de 55% de gelo de nitrogênio, com outros gelos misturados. Gelo de água compreende 15-35% e dióxido de carbono congelado (gelo seco) compõe os 10-20% finais. Incluem-se também traços de metano (0,1%) e monóxido de carbono (0,05%). Pode haver também gelo de amônia na superfície, dado que há indicações de di-hidrato de amônia na litosfera. A densidade média de Tritão implica que ele provavelmente consiste de cerca de 30-45% de gelo de água (inclusive quantidades relativamente pequenas de gelos voláteis), com o restante sendo material rochoso. A superfície de Tritão é de 23 milhões de km², o que é 4,5% da da Terra, ou 15,5% da área continental da Terra. Tritão possui um albedo consideravelmente (e pouco usualmente) alto, refletindo 60-95% da luz do Sol que o atinge, percentual que mudou levemente desde as primeiras observações. Em comparação, a Lua reflete apenas 11%. Acredita-se que a cor avermelhada de Tritão seja resultado de gelo de metano, que se converte em tolina sob o bombardeio de radiação ultravioleta.
Como a superfície de Tritão indica uma longa história de fusões, modelos do seu interior pressupõem que ele é dividido, como a Terra, em um núcleo sólido, um manto e uma crosta. A água, a substância volátil mais abundante do Sistema Solar, compõe o seu manto, envolvendo um núcleo de rocha e metal. Há rocha suficiente no interior de Tritão para que o decaimento radioativo alimente a convecção no manto até hoje em dia. O calor pode até ser suficiente para manter um oceano subterrâneo global, similar ao que hipoteticamente existe abaixo da superfície de Europa. Se água líquida estiver presente em Tritão, especula-se que isto poderia torná-lo habitável por alguma forma de vida.

## Atmosfera

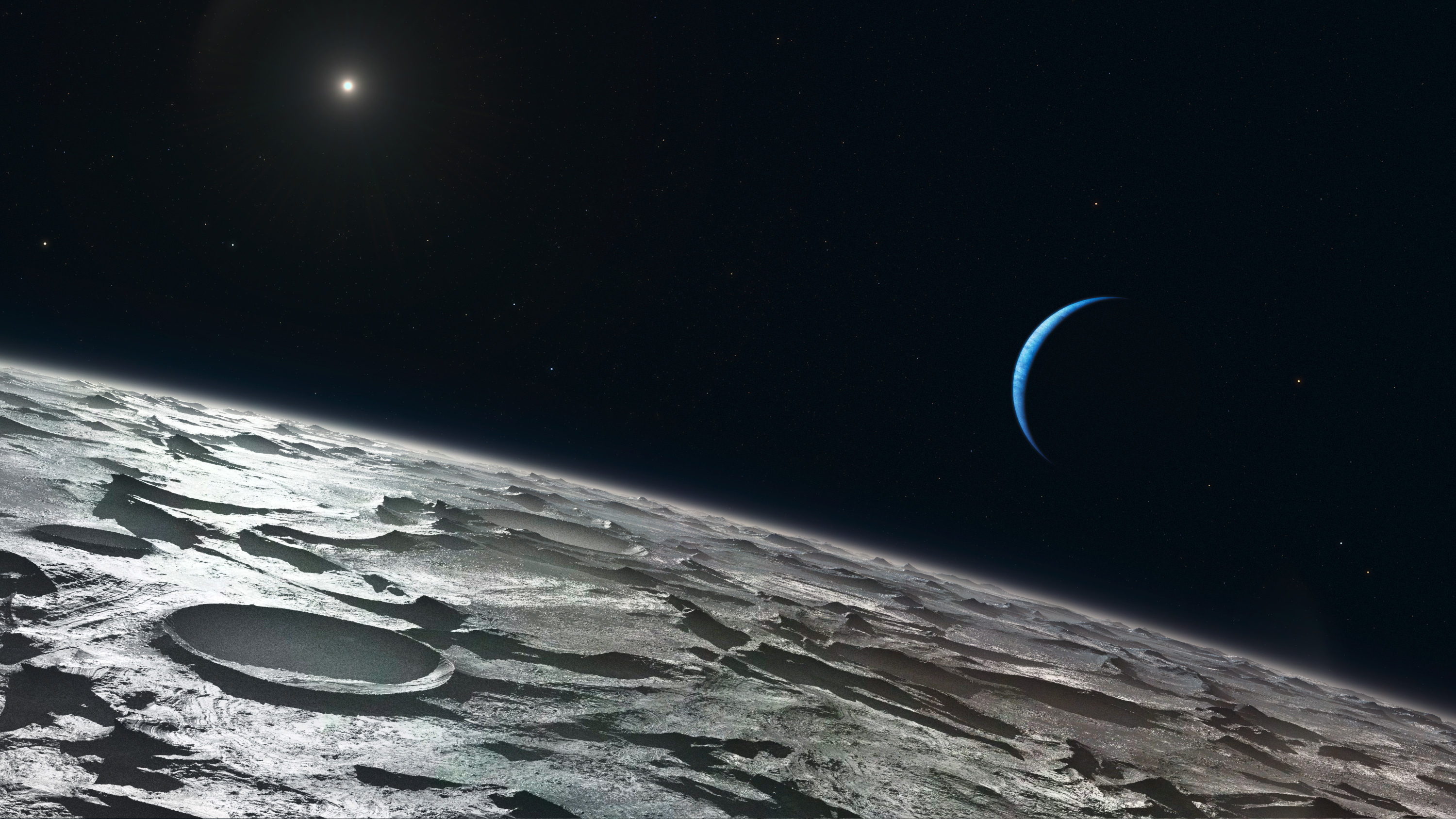
Concepção artística de Tritão, mostrando sua tênue atmosfera logo acima da borda

Tritão possui uma tênue atmosfera de nitrogênio, com traços de monóxido de carbono e pequenas quantidades de metano próximo à superfície. Assim como a atmosfera de Plutão, acredita-se que a de Tritão tenha resultado da evaporação de nitrogênio da sua superfície. A temperatura da superfície é de pelo menos 35,6 K (-237,6 °C), porque o gelo de nitrogênio de Tritão está no estado cristalino hexagonal, mais quente, e a transformação de fase entre os estados hexagonal e cúbico ocorre a esta temperatura. Um limite superior próximo aos 40 K pode ser definido a partir da pressão de vapor de equilíbrio com o gás nitrogênio na atmosfera de Tritão. Isto é mais frio do que a temperatura média de equilíbrio de Plutão, de 44 K (-229 °C). A pressão atmosférica na superfície de Tritão é de apenas cerca de 1,4-1,9 Pa (,0014-0,019 mbar).

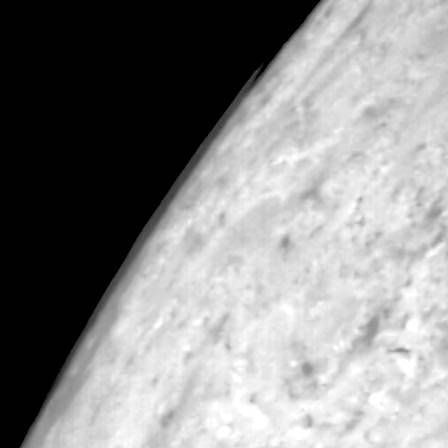
Nuvens observadas sobre a borda de Tritão pela Voyager 2

A turbulência na superfície de Tritão cria uma troposfera (uma “região do clima”) que atinge uma altitude de 8 km. Listras na superfície de Tritão deixadas pelos gêiseres sugerem que a troposfera seja dirigida por ventos sazonais capazes de mover materiais com tamanho maior que um micrômetro. Diferentemente de outras atmosferas, Tritão não tem uma estratosfera, e sim uma termosfera em altitudes de 8 a 950 km, e uma exosfera acima disso. A temperatura da atmosfera superior é de 95 ± 5 K, maior do que a da superfície devido ao calor absorvido da radiação solar e da magnetosfera de Neptuno. Uma névoa permeia a maior parte da troposfera, que se acredita seja composta principalmente de hidrocarbonetos e nitrilas criadas pela ação da luz solar no metano. A atmosfera de Tritão também possui nuvens de nitrogênio condensado que se situam entre 1 e 3 km da superfície.
Em 1997, observações feitas a partir da Terra, quando Tritão passava na frente de estrelas, indicaram a presença de uma atmosfera mais densa do que a deduzida a partir dos dados da Voyager 2. Outras observações mostraram um aumento da temperatura em 5% entre 1989 e 1998. Essas observações indicam que Tritão está se aproximando de uma estação de verão extraordinariamente quente, que acontece somente uma vez em centenas de anos. Teorias para este aquecimento incluem uma mudança nos padrões de congelamento na temperatura de Tritão e uma mudança no albedo do gelo, que permitiria que mais calor fosse absorvido. Outra teoria questiona se as mudanças de temperatura são resultado da deposição de material vermelho escuro por processos geológicos. Como o albedo de Bond de Tritão é um dos mais altos do Sistema Solar, ele é sensível a pequenas variações no albedo espectral.

## Características da superfície
Todo o conhecimento detalhado da superfície de Tritão foi adquirido a uma distância de 40 mil quilômetros pela sonda Voyager 2 durante um único encontro em 1989. Os 40% da superfície de Tritão retratados pela Voyager 2 revelaram afloramentos rochosos, cordilheiras, depressões, sulcos, vazios, platôs, planícies geladas e poucas crateras. Tritão é relativamente plano: sua topografia observada nunca varia acima de um quilômetro. Há relativamente poucas crateras de impacto. Análises recentes da densidade e distribuição de crateras sugeriu que, em termos geológicos, a superfície de Tritão é extremamente jovem, com regiões variando entre estimados 50 milhões de anos até apenas 6 milhões de anos.

## Criovulcanismo

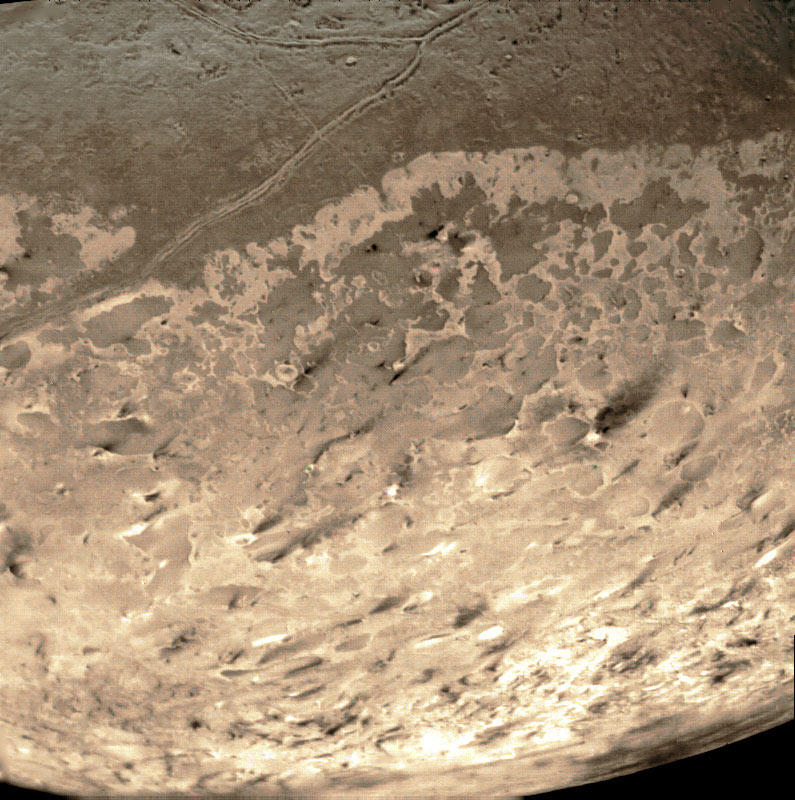
Listras escuras sobre a superfície da calota polar sul de Tritão, que se acredita serem depósitos de poeira carregada pelas erupções de gêiseres de nitrogênio

Tritão está geologicamente ativo; sua superfície é jovem e possui relativamente poucas crateras de impacto. Embora sua crosta seja composta de vários gelos, seus processos subsuperficiais são similares àqueles que produzem vulcões e vales de rifte na Terra, mas com água e amônia em vez de rocha líquida. Toda a superfície de Tritão é cortada por vales e cordilheiras complexas, provavelmente resultado de tectonismo e vulcanismo gelado. A grande maioria dos acidentes superficiais em Tritão são endogênicos – resultado de processos geológicos internos em vez de processos externos, como impactos. A maioria é de natureza vulcânica e extrusiva, e não tectônica.
A Voyager 2 observou um punhado de erupções assemelhadas a géiseres de gás nitrogênio invisível e arraste de poeira subsuperficial em colunas de vapor acima de 8 km de altitude. Tritão é, portanto, juntamente com a Terra, Io e Encélado, um dos poucos corpos do Sistema Solar em que erupções ativas de algum tipo foram observadas. Os exemplos mais bem observados foram chamados Hili e Mahilani (a partir de um elfo marinho zulu e um espírito do mar de Tonga, respectivamente).
Todos os géiseres observados estavam localizados entre 50° e 57° Sul, a parte da superfície de Tritão próxima ao ponto subsolar. Isto indica que o aquecimento solar tem um papel crucial, embora seja muito fraco, em vista da grande distância de Tritão para o Sol. Acredita-se que a superfície de Tritão provavelmente consiste de uma camada translúcida de nitrogênio congelado, superposta a um substrato mais escuro, que cria uma espécie de “efeito estufa sólido”. A radiação solar passa através da fina camada de gelo superficial, lentamente aquecendo e vaporizando o nitrogênio subsuperficial, até que a pressão de gás acumulado seja suficiente para gerar uma erupção através da crosta. Um aumento de temperatura de apenas 4 K acima da temperatura ambiente da superfície, de 37 K, poderia gerar erupções para as altitudes observadas. Embora seja comumente denominado criovulcânico, esta atividade de colunas de nitrogênio é diferente das erupções criovulcânicas de maior escala de Tritão, assim como de processos vulcânicos em outros mundos, que são potencializados pelo calor interno do corpo em questão. Acredita-se que géiseres análogos de CO2 em Marte sejam gerados em seu polo sul a cada primavera.
Cada erupção de um géiser de Tritão pode durar até um ano, potencializada pela sublimação de cerca de 100 milhões de metros cúbicos de gelo de nitrogênio neste intervalo; a poeira carregada pode ser depositada pelo vento em listras visíveis a até 150 km, e talvez muito mais longe em depósitos mais difusos. As imagens da Voyager 2 do hemisfério sul de Tritão mostram muitas dessas listras de material escuro. Entre 1977 e o sobrevoo da Voyager 2 em 1989, Tritão mudou de uma cor avermelhada, similar a Plutão, para um tom muito mais pálido, sugerindo que nitrogênio congelado mais leve havia coberto material avermelhado mais velho. A erupção de voláteis do equador de Tritão e sua deposição nos polos pode redistribuir massa suficiente ao longo de 10 000 anos para provocar movimentação dos polos.

## Calota polar, planícies e cordilheiras

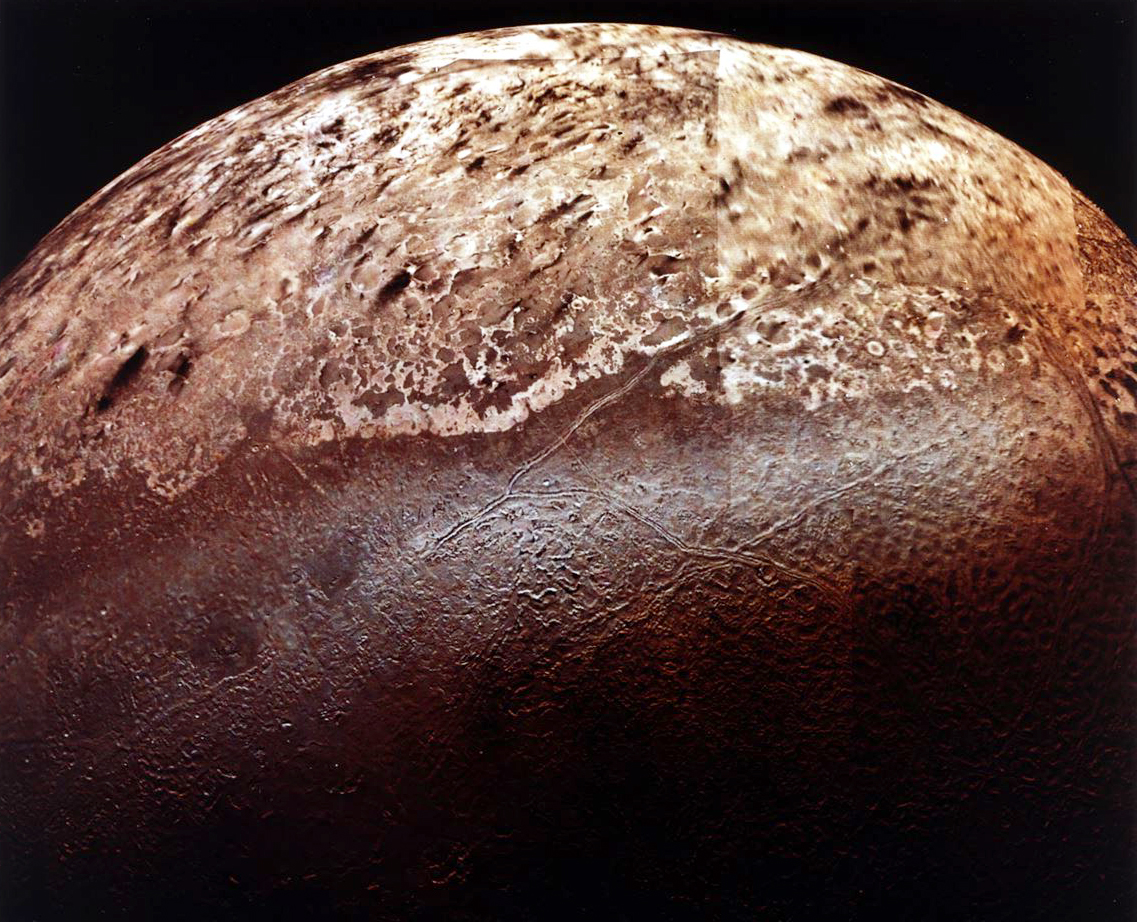
A brilhante calota polar sul de Tritão sobre uma região de terreno casca de meloa

A região do polo sul de Tritão é coberta por uma calota altamente reflexiva de nitrogênio congelado e metano pulverizado por crateras de impacto e aberturas de gêiseres. Pouco se sabe sobre o polo norte porque ele estava no lado noturno durante o encontro da Voyager 2, mas acredita-se que Tritão também deva ter uma calota polar no norte.
As planícies altas encontradas no hemisfério oriental de Tritão, como o Planum Cipango, recobrem e escondem os acidentes mais antigos e, portanto, são quase certamente resultado de lava gelada lavando a paisagem anterior. As planícies são pontilhadas com buracos, como a Leviathan Patera, que são provavelmente as aberturas por onde a lava emergiu. A composição da lava é desconhecida, embora se suspeite de uma mistura de amônia e água.
Quatro “planícies muradas” grosseiramente circulares foram identificadas em Tritão. Elas são as superfícies mais planas descobertas até agora, com uma variação de altitude de menos de 200 m. Acredita-se que elas foram formadas a partir da erupção de lava gelada. As planícies próximas à borda oriental de Tritão são pontilhadas com manchas negras, as maculae. Algumas maculae são simples manchas escuras com fronteiras difusas e outras compreendem um trecho escuro central cercado por um halo branco com fronteiras definidas. O diâmetro típico das maculae é de cerca de 100 km e a largura do halo está entre 20 e 30 km. Alguns especulam que as maculae são testemunhos da calota polar sul, que se retrai no verão.
Existem extensas cordilheiras e vales em padrões complexos ao longo da superfície de Tritão, provavelmente resultado de ciclos de congelamento-degelo. Muitos também parecem ter natureza tectônica e podem resultar da extensão de falhas geológicas. Há longas cordilheiras duplas de gelo com depressões centrais que se assemelham muito às lineae (linhas) de Europa (embora em uma escala maior), e que podem ter uma origem similar, possivelmente o aquecimento pelo cisalhamento das falhas geológicas, causado pelas tensões de maré diurnas que existiam antes de a órbita de Tritão ser totalmente circular. Acredita-se que as cordilheiras e sulcos (sulci), tais como as Yasu Sulci, Ho Sulci e Lo Sulci, tenham idades intermediárias na história geológica de Tritão, e em muitos casos se tenham formado simultaneamente. Eles tendem a se agrupar em “pacotes”.

## Formação casca de meloa

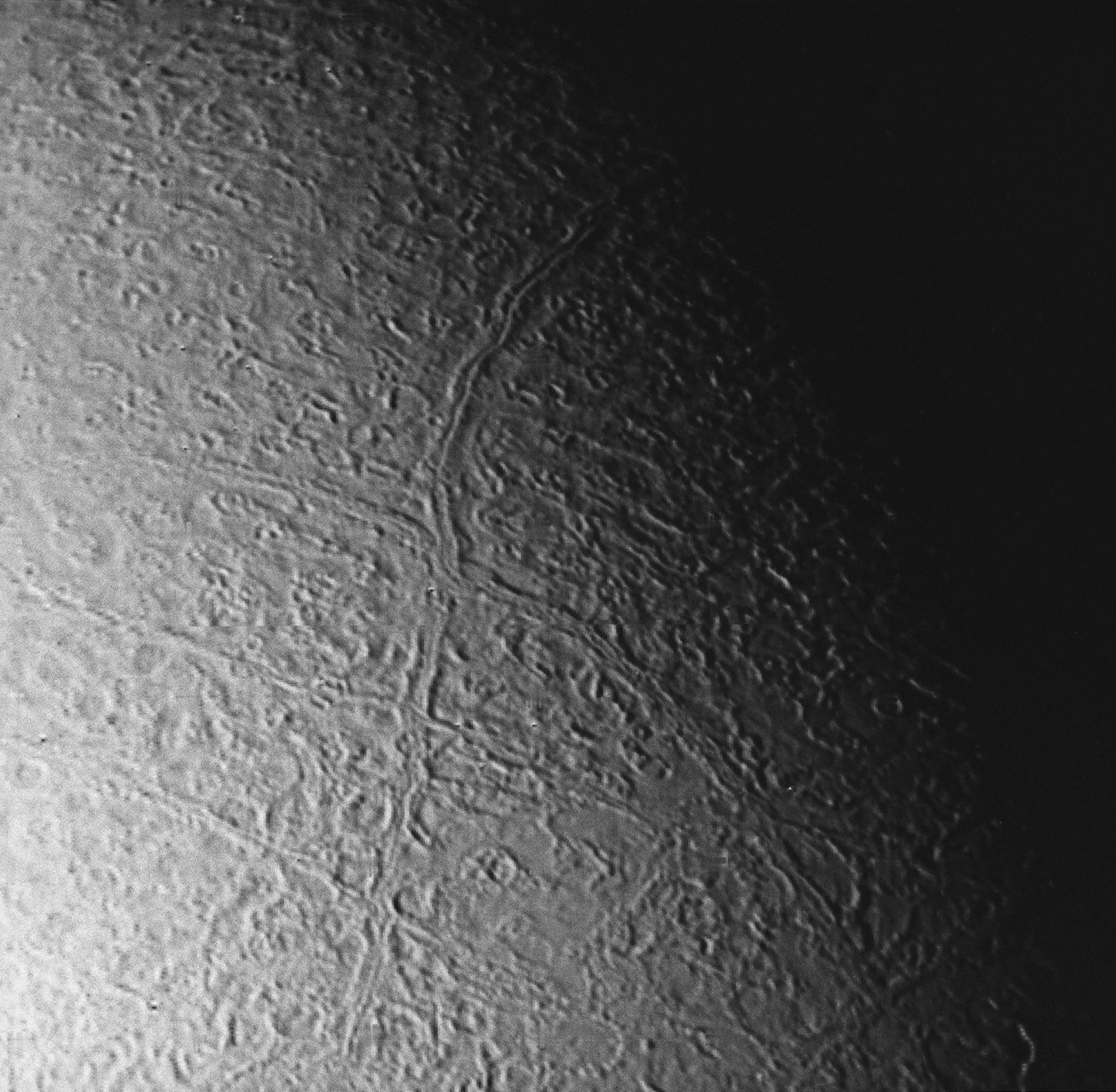
O terreno casca de meloa visualizado a 130 000 km pela Voyager 2, com as cordilheiras duplas similares às de Europa. Slidr Sulci (vertical) e Tano Sulci formam o “X” proeminente.

O hemisfério ocidental de Tritão consiste de uma estranha série de fissuras e depressões conhecidas como “formação casca de meloa”, por causa da sua semelhança com a casca de uma meloa (ou melão cantalupo). Embora tenha poucas crateras, acredita-se que este seja o mais antigo terreno de Tritão. Ele provavelmente cobre boa parte da metade ocidental do satélite.
Pelo que se sabe, a formação casca de meloa, que é principalmente gelo de água sujo, existe apenas em Tritão. Ela contém depressões de 30-40 km de diâmetro. As depressões (cavi) provavelmente não são crateras de impacto, porque todas têm tamanho similar e curvas suaves. A principal hipótese para a sua formação é o diapirismo, a ascensão de blocos de material menos denso através de um estrato mais denso. Hipóteses alternativas incluem a formação por colapsos ou por inundações provocadas por criovulcanismo.

## Crateras de impacto

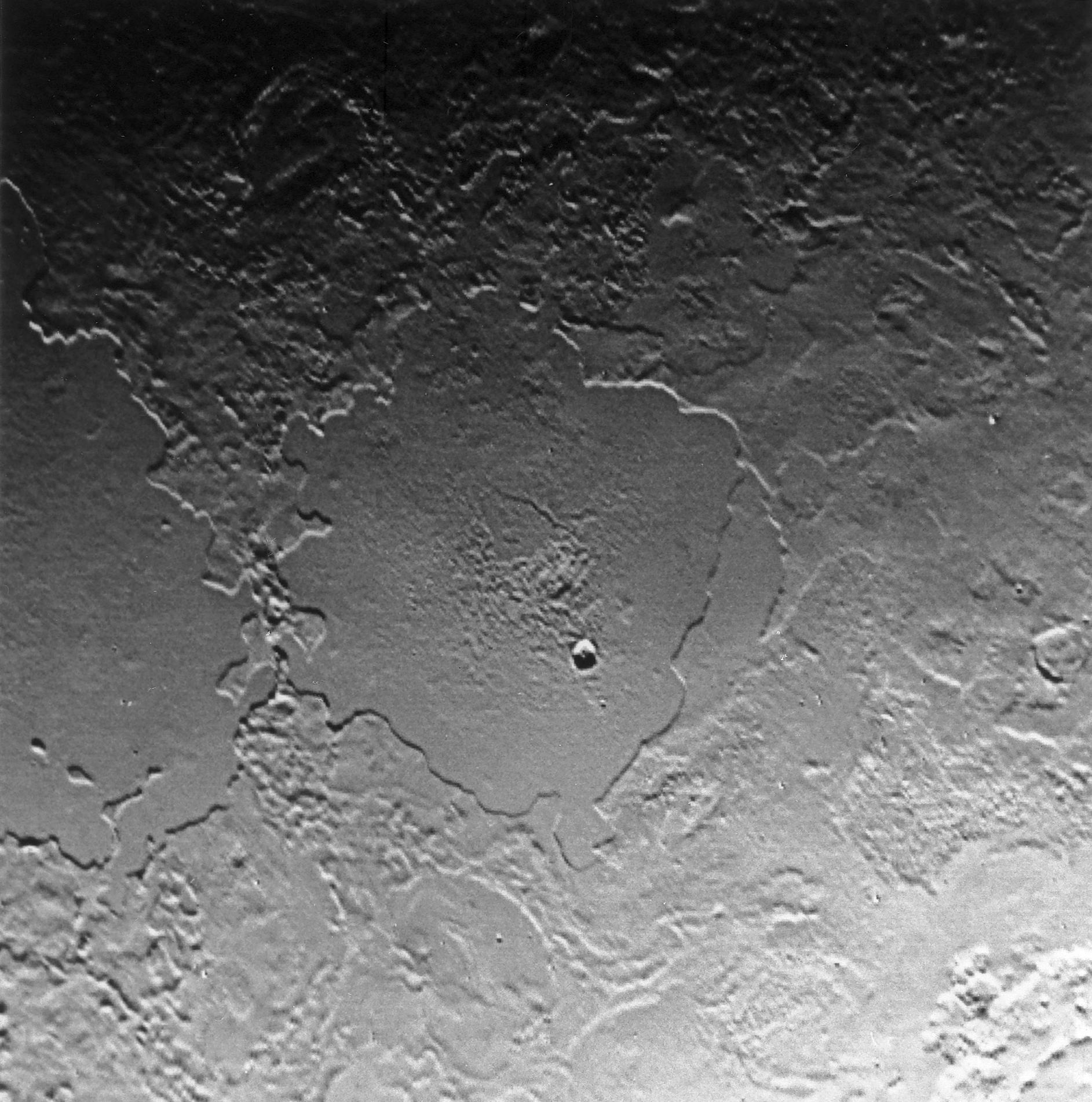
A Planície Tuonela (esquerda) e a Planície Ruach (centro) são duas das “planícies muradas” criovulcânicas de Tritão. A carência de crateras é evidência de atividade geológica extensa

Devido ao constante recobrimento e modificação pela atividade geológica em andamento, as crateras de impacto em Tritão são relativamente raras. Um censo das crateras visualizadas pela Voyager 2 encontrou apenas 179 que tinham incontestavelmente origem de impacto, comparadas com as 835 observadas na lua Miranda de Urano, que tem apenas 3% da superfície de Tritão. A maior cratera de Tritão que se acredita ter sido criada por um impacto é um acidente de 27 km de diâmetro chamado Mazomba. Embora grandes crateras tenham sido observadas, acredita-se geralmente que elas tenham natureza vulcânica.
As poucas crateras de impacto de Tritão estão quase todas concentradas no hemisfério precedente – aquele que está voltado para a direção do movimento orbital – com a maioria concentrada em torno do equador entre cerca de 30° e 70 ° de longitude, resultado de material recolhido da órbita em torno de Neptuno. Como ele orbita com um lado permanentemente voltado para o planeta, os astrônomos acreditam que Tritão deva ter menos impactos no hemisfério de arraste, porque os impactos no hemisfério precedente são mais frequentes e mais violentos. A Voyager 2 visualizou apenas 40% da superfície de Tritão, portanto isto permanece incerto.

## Observação e exploração

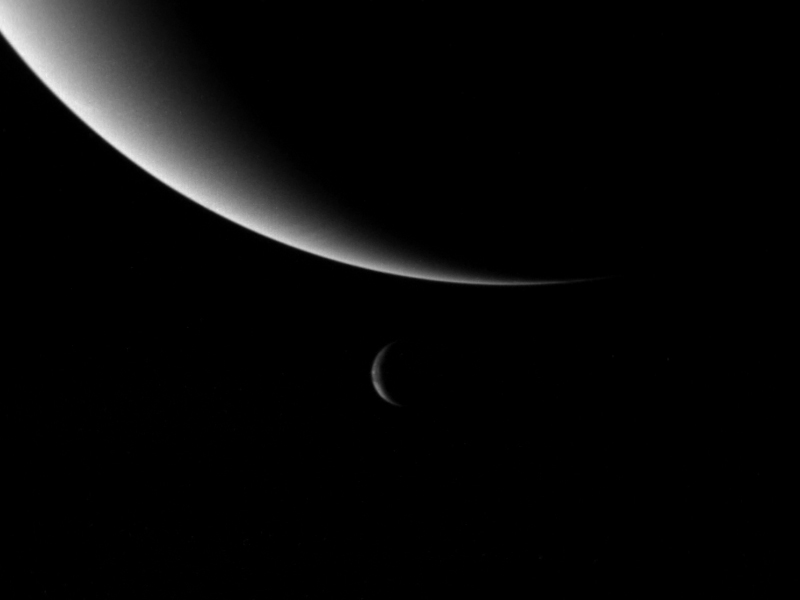
Neptuno (alto) e Tritão (embaixo), três dias após o sobrevoo da Voyager 2

As propriedades orbitais de Tritão foram determinadas com alta precisão já no século XIX. Foi determinado que ele possuía órbita retrógrada, a um ângulo de inclinação muito alto em relação ao plano de órbita de Neptuno. As primeiras observações detalhadas de Tritão somente foram feitas em 1930. Sabia-se pouco sobre o satélite até a chegada da Voyager 2 no final do século XX.
Antes da chegada da Voyager 2, os astrônomos suspeitavam que Tritão tivesse mares de nitrogênio líquido e uma atmosfera de nitrogênio e metano com densidade de até 30% a da Terra. Como as famosas superestimativas da densidade atmosférica de Marte, esta se provou completamente falsa. Como em Marte, uma atmosfera mais densa é postulada para a sua história inicial.
A primeira tentativa para medir o diâmetro de Tritão foi de Gerard Kuiper em 1954, que obteve o valor de 3 800 km. Tentativas subsequentes de medição chegaram a valores que variavam entre 2 500 e 6 000 km, ou seja, desde ligeiramente menor que a Lua (3474,2 km) até quase metade do diâmetro da Terra. Os dados obtidos na aproximação da Voyager 2 em 25 de agosto de 1989 levaram a uma estimativa mais precisa, de 2 706 km.
Nos anos 1990, várias observações da borda de Tritão foram feitas a partir da Terra, utilizando a ocultação de estrelas próximas, que indicaram a presença de uma atmosfera e de uma superfície exótica. As observações sugeriram que a atmosfera era mais densa do que as medições da Voyager 2 tinham indicado.
Novos conceitos para missões ao Sistema Neptuno, que seriam realizadas nos anos 2010, foram levantados por cientistas da NASA em numerosas ocasiões nas últimas décadas. Todas elas identificaram Tritão como um alvo relevante, sendo frequentemente incluído nesses planos um pousador separado para o satélite, semelhante à sonda Huygens para Titã. Entretanto, nenhum esforço voltado para Neptuno e Tritão foi além da etapa de proposta, e os investimentos da NASA em missões para o Sistema Solar exterior estão atualmente focados nos sistemas Júpiter e Saturno.

## Mapas
| Mapa com cores acentuadas; o hemisfério precedente está à esquerda. | Mapa com cores acentuadas; o sul está à direita. |